# 蔡忠惠公祠
蔡忠惠公祠，位于中国福建省福州市仓山区下藤路，明代始建，坐东朝西，占地面积600平方米。正面门墙牌楼式，上嵌石额直匾，楷书“蔡忠惠公祠”，下嵌横匾“蔡氏宗祠”；周以马鞍式封火墙。从西而东，依次有祠堂厅、拜亭、祭厅、议事厅等。祭厅面阔三间，进深七柱，双坡顶。2009年11月16日公布为第七批福建省文物保护单位。